# 동로마 해군
동로마 해군(고대 그리스어: βασιλικὸν πλόϊμον)은 동로마 제국의 해군 전력이었다. 이 부대는 로마 해군의 직접적인 연장선에 있었으나, 이전의 로마 해군보다 국가의 방위와 생존에 훨씬 중요한 역할을 수행했다. 로마 제국의 함대는 상대적으로 큰 해상 위협에 직면하지 않았으며, 주로 해상 치안을 담당하는 보조적 성격이 강했고, 육군에 비해 위상과 영향력이 미미했다. 그러나 동로마 제국에게 제해권은 국가 존립의 핵심 요소가 되었으며, 여러 역사학자들은 동로마 제국을 "해양 제국"이라 부르기도 한다.
로마의 지중해 패권에 최초로 도전한 세력은 5세기의 반달족이었으나, 6세기 유스티니아누스 1세의 원정으로 이들은 격퇴되었다. 이 시기에 상시 유지되는 함대가 재건되었으며, 신형 갤리선인 드로몬(dromon)이 도입되면서 동로마 해군은 후기 로마 해군의 틀에서 벗어나 독자적인 정체성을 확립하기 시작했다. 이러한 변화는 7세기 무슬림 정복전쟁이 본격화되면서 더욱 가속화되었다. 레반트와 북아프리카를 상실한 후, 지중해는 더 이상 "로마의 호수"가 아니라 동로마와 여러 무슬림 국가 간의 치열한 해상 전장이 되었다. 이 과정에서 동로마 해군은 제국의 광대한 해상 영토를 방어하는 것은 물론, 수도 콘스탄티노플을 향한 적의 해상 공격을 저지하는 데 핵심적인 역할을 했다. 특히 동로마 해군의 가장 유명하고 두려운 비밀 병기였던 "그리스의 불(Greek fire)"을 활용하여 콘스탄티노플을 구원하고, 여러 차례의 해전에서 결정적인 승리를 거두었다.
초기에는 카라비시아노이(Karabisianoi) 함대가 동로마 연안과 콘스탄티노플 접근로를 방어했으나, 점차 여러 지역 함대로 분할되었으며, 중앙에 위치한 황실 함대(Imperial Fleet)가 수도 방위와 원정군의 핵심 전력으로 유지되었다. 8세기 말에 이르러 동로마 해군은 잘 조직되고 효율적으로 운영되는 강력한 해군으로 거듭났으며, 다시금 지중해에서 주도권을 장악했다. 이후에도 무슬림 해군과의 해전은 지속되었으나, 10세기에는 동지중해에서 동로마가 해상 패권을 확보하는 데 성공했다.
그러나 11세기부터 동로마 해군은 제국과 함께 쇠퇴하기 시작했다. 서방에서 새로운 해상 세력들이 등장하자, 동로마 제국은 점차 베네치아 공화국이나 제노바 공화국 같은 이탈리아 해상 도시국가의 해군력에 의존하게 되었고, 이는 제국의 경제와 주권에 심각한 타격을 주었다. 콤니노스 왕조 시기에 해군력의 일시적 회복이 이루어졌으나, 다시 쇠퇴의 길을 걸었고, 결국 1204년 제4차 십자군에 의해 제국이 붕괴하는 비극을 맞았다.
1261년 제국이 부활한 후, 팔레올로고스 왕조의 여러 황제들이 해군을 재건하려 했으나, 그 효과는 제한적이었다. 특히 안드로니코스 2세 팔레올로고스(Andronikos II Palaiologos)는 심각한 재정난 속에서 해군을 완전히 해체하는 결정을 내렸고, 이로 인해 동로마 제국은 베네치아와의 두 차례 전쟁에서 패배를 겪었다. 첫 번째 전쟁에서는 베네치아가 전쟁 중 점령한 여러 섬을 계속 보유하게 되었으며, 동로마는 콘스탄티노플 내 베네치아인 거주지가 제노바인들에 의해 파괴된 사건에 대해 보상금을 지급해야 하는 굴욕적인 조약을 체결해야 했다.
14세기 중반에 이르러, 한때 수백 척의 전투함을 운용했던 동로마 해군은 이제 수십 척을 확보하는 것도 어려운 상황이 되었으며, 에게해(Aegean Sea)의 해상 지배권은 완전히 이탈리아 해군으로 넘어갔다. 15세기에는 신흥 오스만 해군이 이를 계승하며, 동로마 해군은 극도로 축소되었다. 동로마 해군은 명맥을 유지하며 마지막까지 활동했으나, 1453년 콘스탄티노플이 오스만 제국에 함락되면서 역사 속으로 사라지게 되었다.